# Smírčí kříž v Krásném Údolí
Smírčí kříž stojí v Krásném Údolí v okrese Karlovy Vary. V minulosti se mu říkalo Švédský kříž. Je chráněnou kulturní památkou ČR.

## Historie
Smírčí kříž byl vztyčen na mírném návrší zvaném Kreuzacker (Křížové pole) západně od města Krásné Údolí v období 14.–16. století, kdy bylo uplatňováno tzv. smírčí právo. V průběhu 19. století na vrchol kříže vsadili litinový křížek, který pak byl ve druhé polovině padesátých let 20. století násilně vylomen. Při vylomení se odštěpila část hlavy kříže. Kříž byl rekonstruován a kamenicky opraven, otvor byl zalit betonem.

## Popis
Smírčí kříž je opracovaný žulový monolit nesouměrně tesaný do tvaru řeckého kříže. Jeho celková výška se udává v rozmezí 0,82–0,96 m, šířka je v rozmezí 0,82–0,85 m a tloušťka v rozmezí 0,26–0,33 m.